# Wielands (Gemeinde Grafenschlag)
Wielands (zwischen 1877 und 1890 auch Wielandorf) ist eine Ortschaft und eine Katastralgemeinde der Gemeinde Grafenschlag im Bezirk Zwettl in Niederösterreich.

## Geografie
Der Ort liegt auf etwa 780 Metern Seehöhe westlich von Grafenschlag nördlich des Guttenbergs und stellt sich der Siedlungsform nach als planmäßig angelegter Bauernweiler dar. Zur Ortschaft zählt auch die südlich gelegene Rotte Guttenberg.

## Geschichte
Der Ort wurde 1456 zum ersten Mal schriftlich als „Wielants“ erwähnt und weist auf einen Ortsgründer namens Wieland hin. Er gehörte ursprünglich zur Herrschaft von Weitra und kam dann zur Herrschaft Ottenschlag.
Im Jahr 1822 wurde der Ort als Dorf mit elf Häusern genannt, das nach Grafenschlag eingepfarrt war, wohin auch die Kinder eingeschult wurden. Die Herrschaft Ottenschlag besaß die Ortsobrigkeit, übte die Landgerichtsbarkeit aus, besorgte die Konskription und hatte die Grundherrschaft inne.
Nach der Entstehung der Ortsgemeinden 1849 wurde Wielands eine Katastralgemeinde der Gemeinde Kleinnondorf und wurde nach deren Auflösung mit 1. Jänner 1967 ein Teil der Großgemeinde Grafenschlag.
Laut Adressbuch von Österreich waren im Jahr 1938 in Wielands einige Landwirte ansässig.

## Sehenswürdigkeiten
- Ortskapelle aus dem 18. Jahrhundert, 1992 saniert[7]

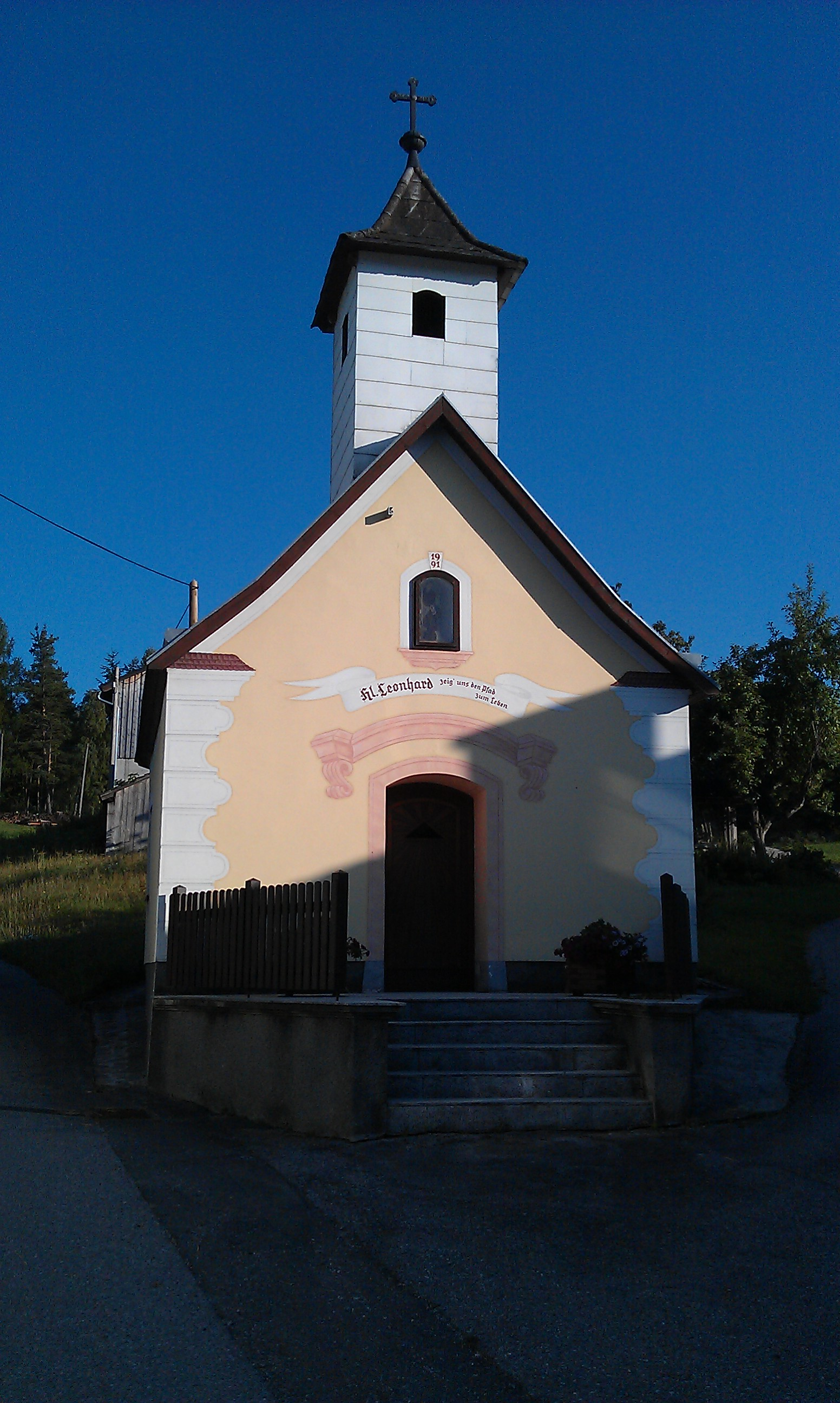
Ortskapelle Wielands